# Sucre (Miranda)
Sucre è un comune del Venezuela nello Stato di Miranda. È uno dei cinque comuni che compongono il Distretto Metropolitano di Caracas. Confina con i comuni di Chacao ed El Hatillo ad ovest, con lo stesso El Hatillo e Paz Castillo a sud, con Plaza ad est e con lo Stato di Vargas a nord.
Come diverse entità amministrative omonime del paese, deve il suo nome al patriota Antonio José de Sucre.
La residenza presidenziale La Casona si trova in questo comune.

## Storia
Il nucleo originario, nonché attuale capoluogo del comune, è Petare, fondata nel 1621 col nome di Jesús de Petare.
L'attuale comune è stato istituito a seguito della riforma del 1989.

## Amministrazione

### Parrocchie
Il comune di Sucre è diviso in cinque parrocchie:
- Caucagüita
- Petare (capoluogo)
- Filas de Mariche
- Leoncio Martínez
- La Dolorita